# Kloster Lewes

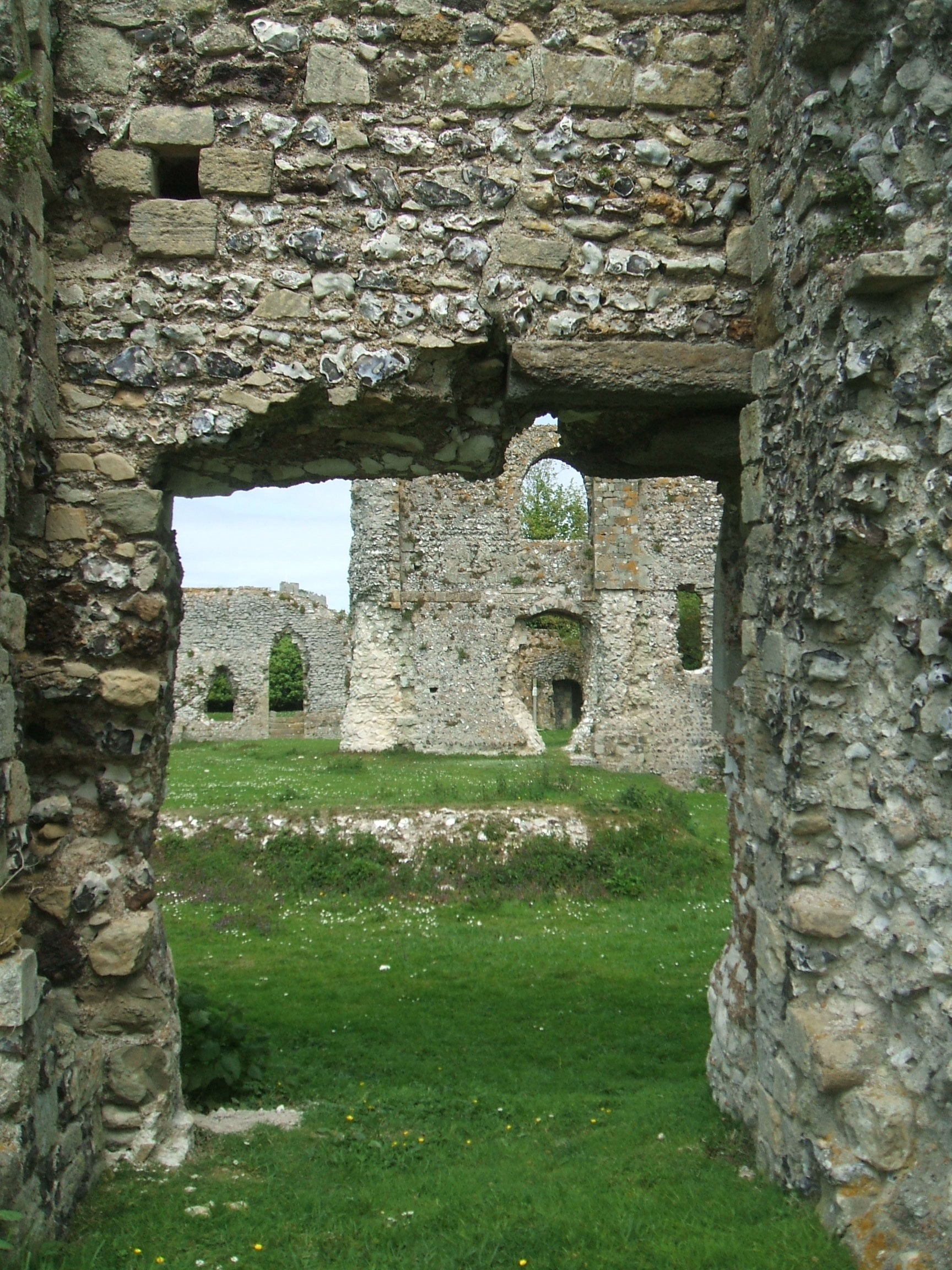
Die Ruinen des Klosters Lewes

Das Kloster Lewes war ein cluniazensisches Priorat in Lewes in der Grafschaft East Sussex, England. Im 12. und 13. Jahrhundert war es eine bedeutende Klosteranlage Englands, mit einer der größten Klosterkirchen im Land. Heute sind nur noch Ruinen erhalten, die in einem Park dem Besucher zugänglich sind.

## Geschichte
Als Priorat St. Pancras entstand in Lewes die früheste Niederlassung der Cluniazenser in England. Das Kloster wurde von William de Warenne und seiner ersten Ehefrau Gundrara vermutlich im Jahre 1081 gegründet, nachdem beide 1077 die Abtei Cluny in Burgund besucht hatten. Die Widmung des Klosters erfolgte in Anlehnung an einen zuvor an der Stelle bestehenden sächsischen Schrein. Der Pankratius-Kult galt als wichtiger Bezugspunkt des sächsischen Englands zu Rom, seit er 597 von Augustinus von Canterbury im Auftrag Gregors des Großen eingeführt worden war. William de Warenne handelte unter der Schirmherrschaft eines cluniazensischen Papstes, Gregors VII.
Das Kloster lag innerhalb einer ausgedehnten, ummauerten Anlage im Süden der Stadt Lewes, im Tal der Ouse. Das Haus prosperierte, und im 13. Jahrhundert lebten bis zu 60 Mönche und eine unbekannte Zahl Laien in der Anlage. Lewes gründete Tochterhäuser, zum Beispiel in Castle Acre und Thetford in Norfolk, oder in Southend-on-Sea in Essex und verfügte über Kirchen und umfangreiche Ländereien in ganz England. In Lewes selbst unterhielt es zwei Hospize.
In der Schlacht von Lewes 1264 suchte König Heinrich III. mit seinen Truppen im Klosterbezirk Zuflucht, wurde aber auch dort von den Truppen Simon de Montforts bedrängt. Heinrich war gezwungen, in der Abmachung von Lewes der Einrichtung eines Staatsrates zuzustimmen. Für das Kloster bedeutete diese Episode einen Einbruch seiner wirtschaftlichen Leistungsfähigkeit. Trotz seiner Bedeutung im Hochmittelalter ist von der Klosteranlage heute wenig geblieben, da die Gebäude unter Heinrich VIII. im Zuge der Auflösung der englischen Klöster systematisch abgerissen wurden. Im November 1537 fiel das Priorat dem englischen König zu, der seinen Sekretär Thomas Cromwell mit der Zerstörung der Anlage beauftragte. Die Unterkünfte des Priors ließ Cromwell stehen und als Haus für seinen Sohn Gregory Cromwell ausbauen. Die Kirchengebäude wurden von einem italienischen Ingenieur komplett abgetragen, und an ihrer Stelle ein Knotengarten angelegt.
1845 wurde eine Eisenbahnlinie (die London, Brighton and South Coast Railway) durch das Gelände gezogen. Die tiefliegende Eisenbahntrasse trennt das ehemalige Klosterareal bis heute sichtbar in zwei Teile. Bei diesen Arbeiten wurden auch die Fundamente des Kapitelhauses und der Apsis der alten Klosterkirche durchtrennt und weitgehend zerstört. Doch das gefundene Material regte archäologische Untersuchungen an. Unter anderem wurden die Grabstätten von William de Warenne und Gundrada freigelegt. Fundstücke aus dieser Zeit werden heute in zwei Museen in Lewes sowie im British Museum aufbewahrt. In den folgenden Jahrzehnten untersuchten Archäologen und Historiker die Anlage. Der heute bekannte Grundriss wurde schon 1906 vom Architekten Sir Harold Brakspear auf der Basis von baulichen Überresten und schriftlicher Überlieferung gezeichnet. Spätere Grabungen haben den Plan präzisiert, aber nicht grundlegend in Frage gestellt.

## Lage des Klosterareals

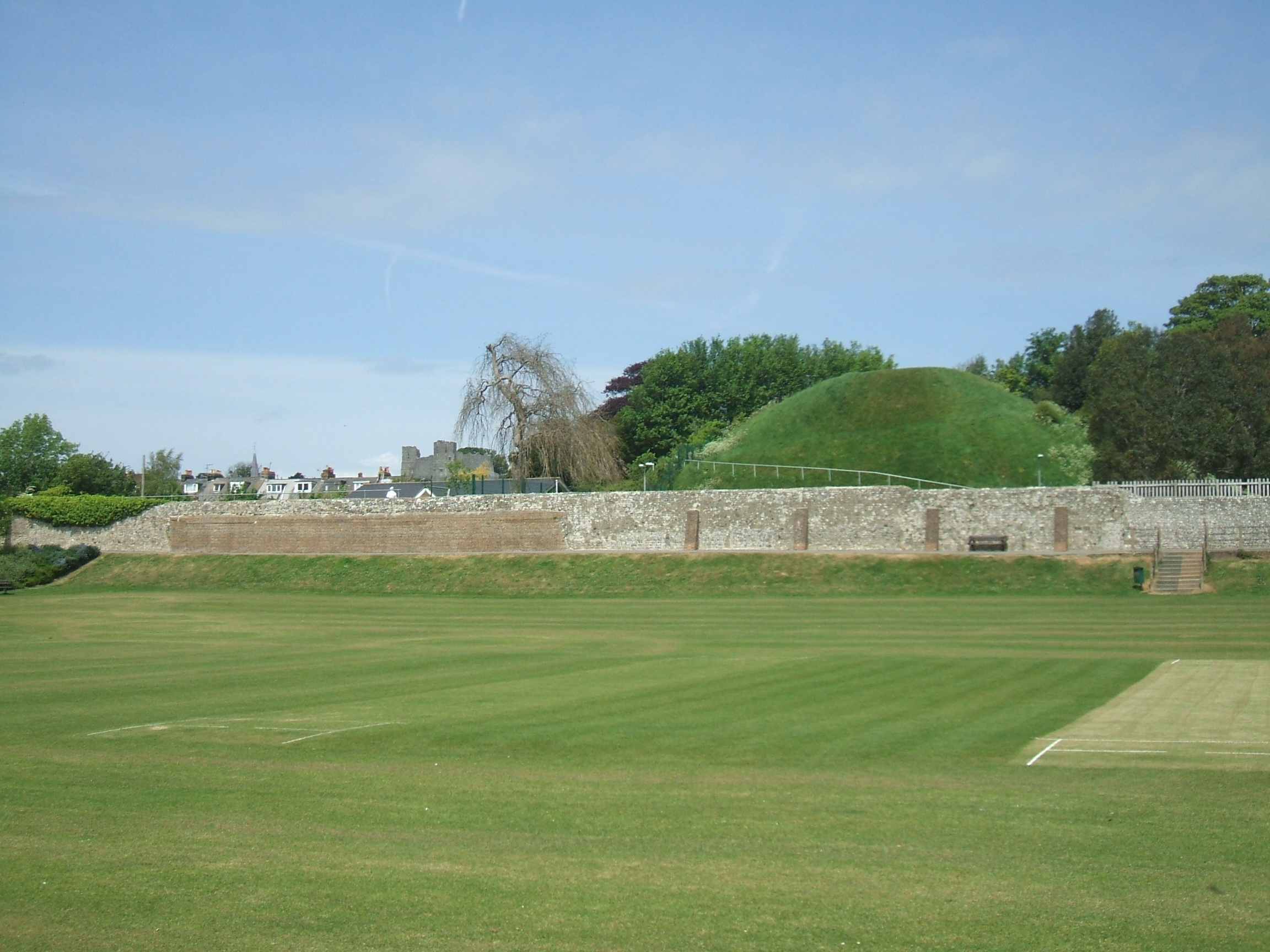
The Mount mit umgebender Mauer

Der Umfang des Klosterareals ist durch landschaftliche und bauliche Elemente bestimmt. Es bildet ein Viereck von rund 16 ha., 520 Meter von West nach Ost und 310 Meter von Nord nach Süd. Von seiner Größer her war das Gebiet vergleichbar mit dem der befestigten Stadt Lewes auf der Anhöhe im Norden. Wieweit sich die Lage des Klosters an landschaftlichen Gegebenheiten orientiert hatte, ist heute nur noch schwer zu sehen, da die Überschwemmungsgebiete der Ouse im Süden heute trockengelegt sind. Im Mittelalter grenzte die Südseite des Areals direkt an den Fluss Cockshut. Der war von hier schiffbar bis zur Ouse, und damit bis in den Ärmelkanal. Das Kloster war also von der See her erreich- und angreifbar, und deshalb komplett von einer Mauer umgeben.
Das Areal fällt in Terrassen nach Süden ab. Die Klostergebäude standen in der Westhälfte. Die Kirche stand im Nordwesten. Im Nordost-Quadrant befindet sich eine 15 Meter hohe Landaufschüttung, bekannt als The Mount (der Berg), sowie eine tiefe Fläche, bekannt als Dripping Pan (Fettpfanne). Das Alter und die genaue Funktion beider menschengemachter Landschaftsobjekte sind nicht zweifelsfrei geklärt. Sie scheinen aus der Zeit des Klosters zu stammen und könnten zur Salzgewinnung gedient haben. Der Berg wäre im Mittelalter ein geeigneter Aussichtspunkt über das Tal der Ouse gewesen, wichtig für die Verteidigung des Klosters, oder mit einem Leuchtfeuer für die Navigation auf dem Fluss.

## Gebäude

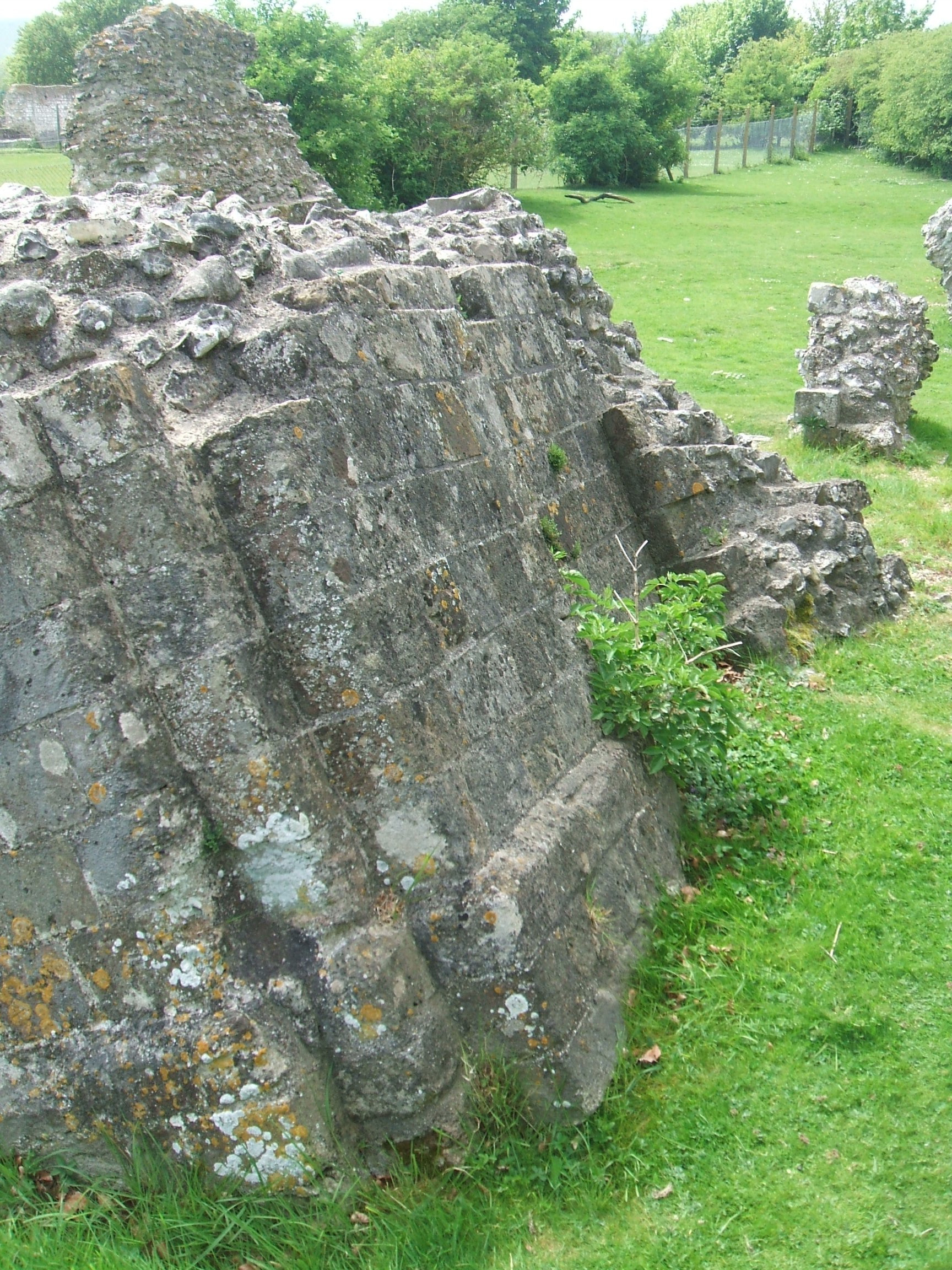
Reste des Infirmatoriums

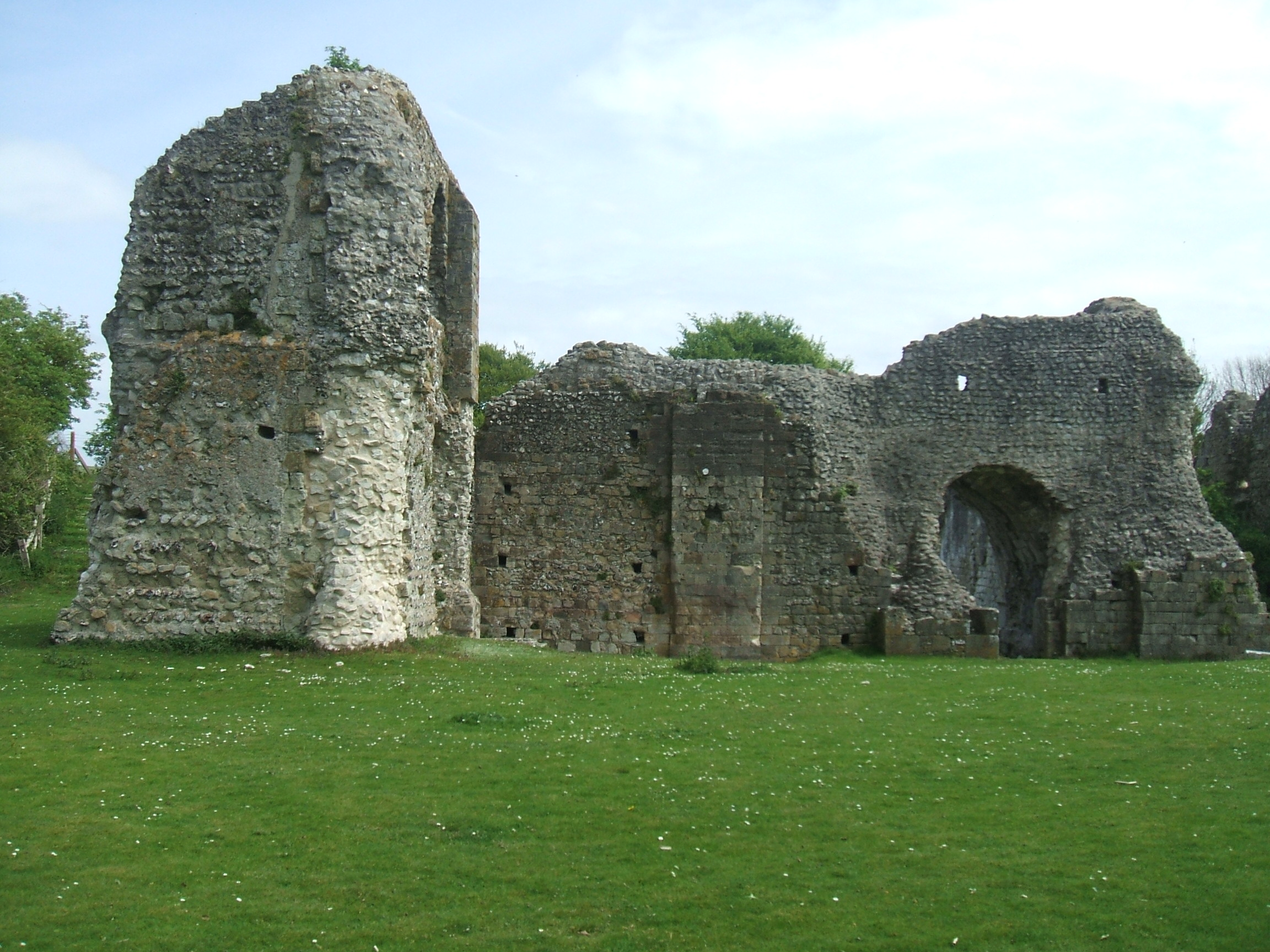
Das Necessarium (Bedürfnisraum)

Für die Kirchen- und Wirtschaftsgebäude wurde Kalkstein von der Isle of Wight herbeigeschafft, später auch aus der Normandie importiert. Für Schmuckarbeiten wie an der großen Klosterkirche verwendete man Sussex-Marmor. Das Kloster hatte einen eigenen Steinmetzbetrieb und eine Malerschule, die in ganz Sussex Arbeiten ausführte.
Der erste Kirchenbau auf dem Gelände war der steinerne Nachbau einer sächsischen Holzkirche. Ihre Reste könnten mit der einräumigen Struktur der Kapelle des Infirmatoriums identisch sein, von der die Grundmauern und der Altar erhalten sind. Die große Klosterkirche St. Pancras wurde nach 1140 gebaut, wobei die Westtürme 1268 noch als unfertig beschrieben werden. Von ihr sind keine oberirdischen Ruinen erhalten. Ihr Grundriss lehnte sich an das Mutterkloster von Cluny an, genauer an die Abteikirche Cluny III, die damals größte Kirche der Welt. Demselben baulichen Vorbild folgte auch die Kirche im Tochterhaus in Castle Acre. Die Klosterkirche von Lewes war mit einer Länge von 128 Metern und einer Höhe von 32 Metern über der Vierung die größte Kirche in Sussex, länger als die Kathedrale von Chichester.
Direkt südlich an die Kirche schlossen sich Kreuzgang und Kapitelhaus an. Vom Dormitorium, Necessarium, Refektorium und dem Infirmatorium, die im Süden und Osten standen, sowie von den Räume des Priors und den Eingangstoren im Westen sind auch oberirdisch Teile erhalten geblieben.

## Erhaltung und Zugang
Die Ruinen des Klosters stehen heute im Priory Park. Der Heritage Lottery Fund finanzierte 2009 die Sanierung der verbliebenen Bausubstanz, den freien Zugang der Öffentlichkeit zur Anlage und die Aufstellung von Informationstafeln. Eine große Metallskulptur in Form eines Ritterhelmes (errichtet 1964) erinnert an die Schlacht von Lewis. Ein Großteil des weiteren Klosterareals, wie die Dripping Pan, werden als Sport- und Freizeitanlagen genutzt.